# Schlacht von Hanoi
Haiphong – Hanoi – Papillon – Léa – Ceinture – Route Coloniale 4 – Vĩnh Yên – Mạo Khê – Sông Đáy – Hòa Bình – Nghia Lo
– Lorraine – Nà Sản – Bretagne – Adolphe – Laos I – Atlante – Camargue – Hirondelle – Brochet – Mouette – Laos II – Điện Biên Phủ –  Mang-Yang-Pass
Die Schlacht von Hanoi begann mit einem Angriff der Viet Minh auf die Infrastruktur und französische Truppenpräsenz in der Hauptstadt von Tonkin Hanoi am 19. Dezember 1946. Sie endete nach monatelangem Guerillakrieg mit dem Abzug der letzten Viet-Minh-Soldaten am 17. Februar 1947. Während der Kämpfe kam es zu schweren Zerstörungen in der Stadt und zu Übergriffen auf die pro-französische Zivilbevölkerung.
Die Schlacht markiert in der Mehrheitsmeinung der Historiker den Beginn des Indochinakriegs.

## Hintergrund
Die Machtübernahme der Japaner am 9. März 1945 beseitigten in Französisch-Indochina die verbliebenen Strukturen des Kolonialstaates. Nach dem Zusammenbruch und der Kapitulation des Japanischen Kaiserreichs besetzten britisch-französische Truppen den Südteil und nationalchinesische Soldaten den Nordteil des Landes. Zeitgleich proklamierte der kommunistische Unabhängigkeitskämpfer Ho Chi Minh in Hanoi die Demokratische Republik Vietnam in der Augustrevolution. Während die Franzosen im Südteil ihre Kolonialherrschaft wieder etablieren konnten, wurde dies im Norden aufgrund der Präsenz der chinesischen Truppen und der Position der Viet Minh zunächst nicht versucht. Durch Verhandlungen wurde Frankreich am 6. März 1946 die Stationierung von rund 15.000 Soldaten in ganz Tonkin erlaubt. Dies schloss auch die Hauptstadt der DRV Hanoi ein. Nach dem Abzug der chinesischen Truppen im September 1946 eskalierten die Spannungen rasch und es kam im November 1946 beim Haiphong-Zwischenfall zu Gefechten und zur Besetzung der Stadt durch französische Truppen. Die Regierung der DRV bereitete sich ab diesem Zeitpunkt auf die Evakuierung ihrer zivilen und militärischen Strukturen aus Hanoi vor, um mit diesen einen Guerillakrieg zu führen. Das militärische Oberkommando der Viet Minh etablierte einen Plan um den Rückzug durch hinhaltende Gefechte in Hanoi zu decken.

## Militärische Kräfteverhältnisse
Auf vietnamesischer Seite verblieben nach dem Evakuierungsbefehl der DRV-Regierung rund 2000 Militärangehörige in der Stadt. Die Truppe bestand aus dem Hauptstadt-Regiment der Viet Minh und in der Stadt ad-hoc gebildeten Milizen. Unter den Militärangehörigen befanden sich auch rund 200 Kinder die für Aufklärungs- und Meldeaufgaben herangezogen wurden. Der Befehlshaber der Einheiten in der Stadt war der Kommandeur des Hauptstadt-Regiments Vương Thừa Vũ.
Die französischen Kräfte bei Hanoi wurden von Oberst Debès befehligt und unterstanden dem Oberbefehl des CEFEO-Kommandeurs Jean-Étienne Valluy.
Die vietnamesische Seite war aufgrund mangelnder Ausrüstung und Bewaffnung den französischen Streitkräften deutlich unterlegen, welche in großem Umfang Panzer, Artillerie und Kampfflugzeuge zur Verfügung hatten.

## Schlachtverlauf
Die Schlacht begann am 19. Dezember 1946 um 20.00 Uhr mit einem vietnamesischen Angriff auf das Elektrizitätswerk, Verkehrsknotenpunkte und Posten der französischen Streitkräfte in der Stadt. Die französische Führung in der Stadt war durch eigene Agenten ab dem Nachmittag vorgewarnt, dass ein Angriff bevorstehe. Den französischen Truppen gelang es am ersten Gefechtstag den Flughafen sowie den Nordteil der Stadt zu besetzen. Von diesem Gebiet aus erfolgte die Rückeroberung der vom Viet Minh kontrollierten Stadtteile. Die Viet Minh verlegten sich aufgrund ihrer unterlegenen Feuerkraft auf Guerillaaktionen aus ihrem Stadtgebiet.
Die Sicherung der Altstadt erfolgte durch die französische Infanterie im Häuserkampf und dauerte mehrere Monate. Die französische Seite bombardierte massiv die Altstadt der Stadt, das Hauptverteidigungsgebiet der Viet Minh. Zu Beginn der Schlacht wurden die Viet-Minh-Kräfte in der Stadt von regulären Kräften außerhalb der Stadt unterstützt, welche versuchten die Anmarschwege unter Feuer zu nehmen.
Mit dem Abzug des Hauptstadt-Regiments am 17. Februar 1947 endete der militärische Widerstand der Viet Minh in Hanoi am Folgetag. Während der Gefechte evakuierten die Viet Minh mehrere tausend Beamte und zivile Spezialisten aus der Hauptstadt aufs Land, wo sie dauerhaft in den Guerillagebieten verbleiben sollten. Das Motiv für den Abbruch des Widerstands in Hanoi war ein bevorstehender französischer Generalangriff auf die verbliebenen Viet-Minh-Territorien in der Stadt.

## Folgen
Die Truppen der Viet Minh in der Stadt verzeichneten rund 1000 Kombattanten als Verluste. Die französische Seite bezifferte ihre Verluste auf rund 500 Mann.
Die Schlacht und insbesondere der Einsatz der französischen Artillerie führten zu schweren Zerstörungen in der Stadt und einer Flucht der Zivilbevölkerung. Die Bevölkerungszahl begann sich erst wieder 1948/49 durch Rückkehr oder Neuzugezogene zu erholen. Die Altstadt blieb bis 1948 fast vollständig unbewohnt. Nach dem Ende der Schlacht ließen die Viet Minh ihre vormaligen Polizeieinheiten in der Stadt verdeckt weiter operieren, um mit der Kolonialmacht kooperierende Einheimische anzugreifen.
Nach der Schlacht gelang es dem französischen Expeditionskorps rasch die restlichen Städte im ehemaligen Herrschaftsgebiet der DRV in Tonkin und Annam zu besetzen.
Nachdem die Truppen des Expeditionskorps die Städte Tonkins und Annams gesichert hatten richtete die Führung der CEFEO um Valluy sein Augenmerk auf die militärische Zerschlagung der Viet-Minh-Strukturen in seinem ländlichen Rückzugsraum der Region des Viet Bac. Dies mündete schließlich in der erfolglosen Opération Léa im Herbst 1947.